# Modadugu Vijay Gupta

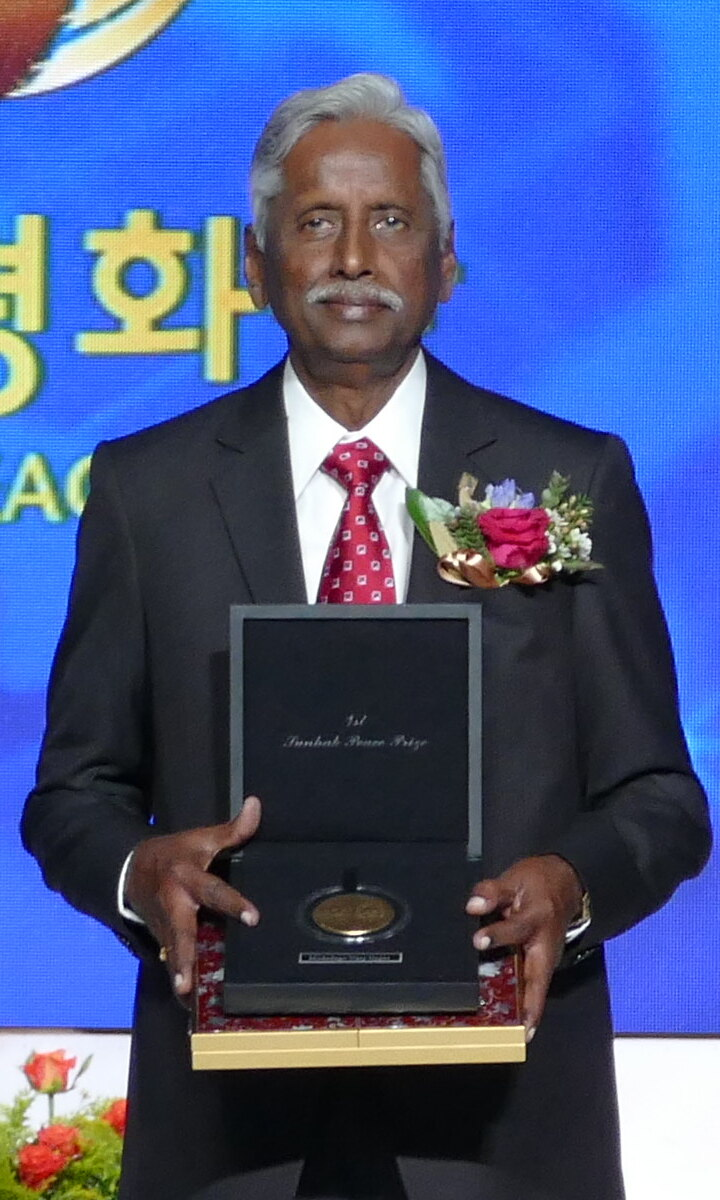
Modadugu Vijay Gupta, 2015

Modadugu Vijay Gupta (Telugu మోదడుగు విజయ్ గుప్తా; * 17. August 1939 in Andhra Pradesh) ist ein indischer Biologe und Fischereiwissenschaftler. Er wurde 2005 mit dem Welternährungspreis für die Entwicklung und Verbreitung kostengünstiger Techniken für die Süßwasserfischzucht (unter Verwendung von Tilapia-Arten) durch die arme Landbevölkerung ausgezeichnet. Er gilt als Pionier der blauen Revolution Südostasiens. Im Jahr 2015 wurde er für den ersten Sunhak-Friedenspreis ausgewählt, in Anerkennung seiner Schaffung eines Aquakultursystems für die arme Landbevölkerung in Asien, Afrika und im Pazifik.
Im Jahr 2023 wurde ihm von der indischen Regierung der Padma Shri verliehen.

## Karriere und Leben
Modadugu wurde am 17. August 1939 geboren und stammt aus Bapatla im indischen Bundesstaat Andhra Pradesh.
Bis zu seiner Pensionierung 2004 war Modadugu stellvertretender Generaldirektor bei WorldFish, einem internationalen Fischereiforschungsinstitut der Consultative Group on International Agricultural Research (CGIAR) mit Sitz in Penang in Malaysia.

## Veröffentlichungen
- Modadugu V. Gupta, Md. Abdur Rab: Adoption and Economics of Silver Barb. 1994, ISBN 978-971-8709-44-3
- Halwart, M., Modadugu V. Gupta: Culture of Fish in Rice Fields. 2004, ISBN 978-983-2346-33-3